# 기득권
기득권(영어: Vested right, 旣得權)은 어떤 집단이나 개인이 이미 가지고 있는 권리나 권익이다. 정치인이나 재벌같은 특권 집단을 의미한다.

## 같이 보기
- 특권
- 기득 이해
- 권력